# Un ángel (álbum de Pablo Ruiz)
Un ángel es el nombre del segundo álbum de estudio del cantante argentino Pablo Ruiz. Fue lanzado al mercado por la empresa discográfica EMI Capitol en enero de 1988. El álbum fue grabado en los estudios Estudios ION entre noviembre y diciembre de 1987.  Del mismo modo que su disco debut, contó con los arreglos y dirección de Mariano Baravino, y fue producido por Rubén Amado, conocido por haber escrito para artistas como Luis Miguel, Sandro, José José y Lupita D’Alessio.
Esta placa, publicada cuando el artista tenía 13 años, sería el disco de su consagración y proyección internacional. La placa fue publicada en Argentina, Chile, Venezuela, México y en 1989 en Bolivia y Estados Unidos. Habrían de destacar como sencillos de difusión "orgullosa nena", "Cachetada" y "Oh mamá, ella me ha besado". Esta última canción habría de convertirse en uno de los hits más escuchados del año 1988.
Por esta placa habría de recibir el premio Prensario como Artista del año. Y sería certificado como disco doble de platino en Argentina, cuádruple platino en Chile y disco de platino en México. Por la popularidad y ventas obtenidas con este disco, Los días 17 y 18 de febrero de 1989, habría de participar en la edición n.º XXX del Festival Internacional de la Canción de Viña del Mar donde habría de recibir el Premio Antorcha de Plata.

## Lista de canciones[4]
| Un Ángel |                               |                                     |          |  |
| N.º      | Título                        | Escritor(es)                        | Duración |  |
| 1.       | «Orgullosa nena»              | Rubén Amado                         | 3:10     |  |
| 2.       | «Silbando por la calle»       | Rubén Amado                         | 3:32     |  |
| 3.       | «Lady Lady»                   | Rubén Amado                         | 2:44     |  |
| 4.       | «Los juegos del amor»         | Rubén Amado                         | 2:55     |  |
| 5.       | «Otro momento, otro lugar»    | Rubén Amado                         | 2:53     |  |
| 6.       | «¡Oh mamá! ella me ha besado» | Rubén Amado                         | 3:31     |  |
| 7.       | «Linda»                       | Rubén Amado                         | 2:54     |  |
| 8.       | «Nena estoy enamorado»        | Rubén Amado                         | 3:23     |  |
| 9.       | «Quedate junto a mi»          | Mariano Barabino - Liliana Maturano | 3:55     |  |
| 10.      | «Cachetada»                   | Rubén Amado                         | 2:52     |  |

## Premios[5]
- Premio Prensario, Artista del año, 1988
- Disco doble de Platino (Argentina), Un ángel, 1988
- Disco cuádruple de Platino (Chile), Un ángel, 1988
- Disco de Platino (México), Un ángel, 1988
- Premio Antorcha de Plata, Festival de la canción internacional de Viña del Mar, 1989